# Ischnochiton pseudovirgatus
Ischnochiton pseudovirgatus är en blötdjursart som beskrevs av Kaas 1972. Ischnochiton pseudovirgatus ingår i släktet Ischnochiton och familjen Ischnochitonidae. Inga underarter finns listade i Catalogue of Life.